# Ctenotus severus
Ctenotus severus (жорстокий гребневухий сцинк) — вид сцинкоподібних ящірок родини сцинкових (Scincidae). Ендемік Австралії.

## Поширення і екологія
Жорстокі гребневухі сцинки мешкають в прибережних і внутрішніх районах на середньому заході Західної Австралії, за винятком крайнього півдня і південного сходу. Вони живуть в кам'янистих пустелях та серед гранітних скель, порослих акацієвими чагарниками.